# Не скажу
«Не скажу» — российский художественный фильм 2010 года режиссёра Игоря Копылова.

## Сюжет
Действие фильма происходит в квартире молодой пары. В центре сюжета два персонажа — Иван и Анна: он — яркий, эксцентричный, стремится каждый день прожить особенно, она — эффектная красавица, не тешит себя иллюзиями и предпочитает твердо стоять на земле. Между героями заканчиваются бурные романтические отношения, и они принимают решение провести последний день вместе. Роли исполнили Максим Матвеев и Елизавета Боярская.
Иван придумывает хитроумную систему оповещения, если её запустить с помощью специальной монеты - заиграет громкая музыка. Монету Иван дарит Анне, и вторую такую же оставляет у себя - на случай, если кто-либо из них примет решение оставить другого. Анна опускает монету, играет музыка, и начинается развитие сюжета. Девушке предстоит выбор между ярким оригиналом Иваном и олигархом Малютиным.
История то скачет вперед, то возвращается в прошлое. У героев в спальне висит старый колокол-рында, который звонит только тогда, когда у пары всё хорошо. Этот колокол звонит сам по себе, знаменуя собой особо счастливые моменты в романе Ивана и Анны.
Молодые люди бурно выясняют отношения в течение дня. В конечном счете, к ним приходит идея провести этот последний день их отношений со своими новыми возлюбленными. В процессе обсуждения этой темы Анна просит Ивана рассказать ему о его нынешней пассии, и, ревнуя, навязывает разговор о Малютине. Происходит ссора, поскольку Иван знает Малютина давно и не может смириться с его темным прошлым и настоящим. Тем не менее, ребята приходят к компромиссу, наряжаются в выбранную друг для друга одежду, и расходятся по назначенным встречам. Через некоторое время, в ходе которого происходит несколько загадочных событий, показана квартира уже бывшей пары. В неё входит в подпитии Анна и начинает собирать вещи. Она находит некое платье, которое упоминал Иван, девушка догадывается о недостоверности рассказанной им истории, выпытывает из него правду и требует объяснений. Выясняется, что Иван и правда намеренно не договорил несколько существенных моментов о своей новой личной жизни, что повергает Анну в шок. После бурных разговоров, пара признается друг другу в совершенных ошибках. Далее сюжет развивается в двух направлениях: история, как её видит умирающий Иван, и история так, как происходит на самом деле. По версии Ивана, любимая девушка Анна его не покидает, она слишком сильно его любит, и пара остается вместе. В реальности Иван погибает от непреднамеренного убийства, совершенного Малютиным.

## В ролях
- Елизавета Боярская — Анна
- Максим Матвеев — Иван
- Сергей Скоморохов — Малютин
- Александр Кобзарь — начальник охраны Малютина
- Ольга Лежнёва[укр.] — гостья на вечеринке

## Награды и номинации
- Корона Карпат[укр.] (Трускавец, Украина, 2011[1]):
  - Приз «Лучшая женская роль» (Елизавета Боярская)
- I Российский фестиваль семейного кино «Мамонтоша» (Салехард, Россия):
  - Приз «Лучший фильм»
  - Приз «Лучшая женская роль» (Елизавета Боярская)
- III Киевский Международный Кинофестиваль (Киев, Украина, 2011):
  - Фильм открытия кинофестиваля
- IV Всероссийский кинофестиваль «Золотой феникс» (Смоленск, Россия, 2011):
  - Специальный приз им. мецената Марии Тенишевой «Лучшая продюсерская группа» (Игорь Копылов, Сергей Скоморохов, Сергей Кошонин, Алексей Подзоров, Михаил Васильев)
- XIX Санкт-Петербургский Международный Кинофестиваль «Фестиваль Фестивалей» (Санкт-Петербург, Россия, 2011):
  - Приз творческой поддержки им. Николая Овсянникова «За лучший дебют» (Игорь Копылов, Сергей Скоморохов, Сергей Кошонин, Алексей Подзоров, Михаил Васильев)
- Премия Петербургской Федерации Кинопрессы «Золотая Медаль» (Санкт-Петербург, Россия, 2011):
  - Приз «Лучшая операторская работа» (Димитрий Масс)
- V Международный кинофестиваль Ибицы (Ибица, Испания, 2011):
  - Приз «Лучшая операторская работа» (Димитрий Масс)
  - Приз «Лучший саундтрек» (Игорь Вдовин, Антон Байбаков)
- Участие в кинофестивале «Неделя российского кино в Австрии» (Вена, Австрия, 2011)
- Чебоксарский Международный Кинофестиваль 2011 (Чебоксары, Россия, 2011):
  - Приз Жюри Прессы
- XVII Российский кинофестиваль «Литература и кино» (Гатчина, Россия, 2011):
  - Приз «Лучшая женская роль» (Елизавета Боярская)
  - Приз «Лучшая операторская работа» (Димитрий Масс)
- IX Международный фестиваль кинематографических дебютов «Дух Огня» (Ханты-Мансийск, Россия, 2011):
  - Приз «Лучший актерский ансамбль» (Максим Матвеев, Елизавета Боярская)
- Кинофестиваль  «Амурская осень 2010» (Благовещенск, Россия, 2010):
  - Приз «Лучшая операторская работа» (Димитрий Масс)
- Участие в кинофестивале «Неделя российского кино» в Париже (Париж, Франция, 2010)